# Катакомбы святой Мустиолы
Катакомбы святой Мустиолы (итал. catacomba di Santa Mustiola) — гробница святой Мустиолы, расположенная к северо-востоку от Кьюси, на дороге к озеру Кьюси. Вместе с меньшей по размеру гробницей святой Екатерины, это единственные гробницы, обнаруженные на материковой части Тосканы.

## История
Случайно обнаружена в 1663 году. Постройка датируется III веком.
Здесь находится оригинальная гробница святой Мустиолы, похороненной здесь в 274 году, а затем перенесённой в собор Святого Секундиана (ит.). Её культ засвидетельствован с IV века, а в V веке над её могилой была построена базилика, позднее перестроенная в 728 году и снесённая в XIX веке. Известно что в V веке у алтаря «храма» проводились служения.
В 1784 году многие участки катакомб были повреждены, гробница находилась в аварийном состоянии, но в XIX—XX веках была восстановлена.

## Описание
Катакомбы разделены на ряд галерей, выходящих на два главных зала, стены которых исписаны надписями, символами и фресками.
Склеп с древней, архаичной обстановкой является сердцем сооружения: вероятно, это была древняя гробница семьи, которая позже стала христианской. От него отходят туннели, поддерживаемые кирпичными арочными конструкциями. В глубине склепа находится алтарь, за ним — древняя кафедра, а справа — мраморная надпись с гробницы первого епископа Кьюзи, Луция Петрония Дестро, умершего в 322 году. Самая старая надпись принадлежит Реденте, умершему в 290 году.
Глиняные таблички и надписи также позволили узнать о семье Мустиолы. Ближайшие потомки святой проживали в Клузии в V веке, принимая активное участие в жизни города. В этой надписи упомянута некая знатная женщина Юлия Анисия Фелициссима «из рода святой Мустиолы». Многие археологические находки открыли более полную картину жизни многих священников.